# 法苑珠林
法苑珠林是中国唐代佛教典籍，全書共有100卷。由唐朝道世所著，總章元年（668年）完成。

## 歷史沿革
唐顯慶四年（659年），道世根據《經律異相》編成《諸經要集》，後來再撰選成《法苑珠林》。他所引用的典籍多達400餘種，包括佛教、儒家、道教、讖緯、雜著等等，向來被視為佛教百科全書。該書有已經遺失原著的《佛本行經》、《菩薩本行經》、《觀佛三昧經》、《西域誌》、《中天竺行記》的引文，可供研究印度中世紀歷史和地理沿革。在宋代被編入《大藏經》。在引用外典方面，最多徵引王琰《冥祥記》為一百四十次，又干寶《搜神記》百餘次，唐臨《冥報記》七十次。
全書共有100卷，唯有在《嘉興藏》為120卷，以《劫量篇》為其首，以《傳記篇》為最終，總計640餘目。每篇“述意部”多以駢文作佛經簡介，文中夾用“述曰”、“評曰”以說明作者思想觀點。

## 篇目
・却量篇第一（巻1）
・三界篇第二（巻2-3）
・日月篇第三（巻4）
・六道篇第四（巻5-7、感応縁50縁）
・千佛篇第五（巻8-12、感応縁12縁）
・敬佛篇第六（巻13-17、感応縁91縁）
・敬法篇第七（巻17-18、感応縁41縁）
・敬僧篇第八（巻19、感応縁11縁）
・致敬篇第九（巻20、感応縁1縁）
・福田篇第十（巻21）
・歸信篇第十一（同上、感応縁3縁）
・士女篇第十二（同上）
・入道篇第十三（巻22、感応縁5縁）
・慚愧篇第十四（巻23）
・奨道篇第十五（同上、感応縁3縁）
・説聴篇第十六（巻23-24、感応縁9縁）
・見解篇第十七（巻25、感応縁2縁）
・宿命篇第十八（巻26、感応縁9縁）
・至誠篇第十九（巻27、感応縁14縁）
・神異篇第二十（巻28、感応縁18縁）
・感通篇第二十一（巻29）
・住持篇第二十二（巻30）
・潜遁篇第二十三（巻31、感応縁13縁）
・妖怪篇第二十四（同上、感応縁27縁）
・變化篇第二十五（巻32、感応縁25縁）
・眠夢篇第二十六（同上、感応縁6縁）
・興福篇第二十七（巻33、感応縁11縁）
・攝念篇第二十八（巻34）
・發願篇第二十九（同上）
・法服篇第三十（巻35、感応縁5縁）
・燃燈篇第三十一（同上、感応縁3縁）
・懸旛篇第三十二（巻36、感応縁1縁）
・華香篇第三十三（同上、感応縁6縁）
・唄讃篇第三十四（同上、感応縁6縁）
・敬塔篇第三十五（巻37-38、感応縁21縁以上）
・伽藍篇第三十六（巻39、感応縁20縁以上）
・舎利篇第三十七（巻40、感応縁18縁）
・供養篇第三十八（巻41）
・受請篇第三十九（巻41-42、感応縁６縁）
・輪王篇第四十（巻43）
・君臣篇第四十一（巻44、感応縁5縁）
・納諌篇第四十二（巻45）
・審察篇第四十三（同上、感応縁3縁以上）
・思慎篇第四十四（巻46、感応縁11縁）
・儉約篇第四十五（同上、感応縁2縁）
・懲過篇第四十六（巻47、感応縁3縁）
・和順篇第四十七（同上）
・誠勗篇第四十八（巻48、感応縁4縁）
・忠孝篇第四十九（巻49、感応縁15縁）
・不孝篇第五十（同上、感応縁3縁）
・報恩篇第五十一（巻50、感応縁4縁）
・背恩篇第五十二（同上）
・善友篇第五十三（巻51）
・惡友篇第五十四（同上）
・擇交篇第五十五（同上、感応縁3縁）
・眷屬篇第五十六（巻52、感応縁7縁）
・校量篇第五十七（同上）
・機辨篇第五十八（巻53、感応縁4縁）
・愚戇篇第五十九（同上）
・詐僞篇第六十（巻54）
・惰慢篇第六十一（同上、感応縁8縁以上）
・破邪篇第六十二（巻55、感応縁6縁）
・富貴篇第六十三（巻56、感応縁6縁）
・貧賤篇第六十四（同上、感応縁1縁）
・債負篇第六十五（巻57、感応縁11縁）
・諍訟篇第六十六（同上、感応縁2縁）
・謀謗篇第六十七（巻58-59）
・呪術篇第六十八（巻60-61、感応縁8縁以上）
・祭祀篇第六十九（巻62、感応縁13縁）
・占相篇第七十（同上、感応縁6縁）
・祈雨篇第七十一（巻63、感応縁23縁）
・園果篇第七十二（同上、感応縁12縁）
・漁獵篇第七十三（巻64、感応縁14縁）
・慈悲篇第七十四（同上、感応縁5縁）
・放生篇第七十五（巻65、感応縁1縁）
・救厄篇第七十六（同上、感応縁15縁）
・怨苦篇第七十七（巻66-67、感応縁13縁）
・業因篇第七十八（巻68）
・受報篇第七十九（巻69-70、感応縁26縁）
・罪福篇第八十（巻71、感応縁1縁）
・欲蓋篇第八十一（同上）
・四生篇第八十二（巻72、感応縁2縁）
・十使篇第八十三（同上）
・十悪篇第八十四（巻73-79、感応縁70縁）
・六度篇第八十五（巻80-85、感応縁21縁）
・懺悔篇第八十六（巻86、感応縁3縁）
・受戒篇第八十七（巻87-89、感応縁10縁）
・破戒篇第八十八（巻90、感応縁4縁）
・受齋篇第八十九（巻91、感応縁4縁）
・破齋篇第九十（同上、感応縁3縁）
・賞罰篇第九十一（同上、感応縁13縁）
・利害篇第九十二（巻92、感応縁1縁）
・酒肉篇第九十三（巻93-94、感応縁14縁）
・穢濁篇第九十四（巻94、感応縁3縁）
・病苦篇第九十五（巻95、感応縁14縁）
・捨身篇第九十六（巻96、感応縁9縁）
・送終篇第九十七（巻97、感応縁19縁）
・法滅篇第九十八（巻98）
・雑要篇第九十九（巻99）
・傳記篇第百（巻100、感応縁3縁）